# Principiu (etică)
Principiile sunt reguli sau norme care orientează acțiunile unei ființe umane influențându-i acesteia facultățile spirituale raționale. Acestea sunt norme generale și universale, precum: a-ți iubi aproapele, a nu minți, a respecta viața celorlalte persoane etc. Principiile morale se mai numesc maxime sau precepte constituționale.
Principiile etice sunt enunțări specifice ființei umane, care susțin nevoia lui de dezvoltare și de fericire, ele fiind universale și putând fi apreciate în cadrul majorității doctrinelor și religiilor din cuprinsul istoriei umanității.
Immanuel Kant fundamentează etica pe activitatea specifică rațiunii practice. Consideră drept principii acele propoziții care conțin ideea unei determinări generale a acelei voințe care cuprinde o multitudine de reguli practice. Le clasifică drept maxime, dacă sunt subiective sau drept legi, dacă sunt obiective.
Principiile etice sunt declarații specifice ființei umane, care îi sprijină acesteia nevoia ei de dezvoltare, de fericire și de responsabilitate. Ele ajung să devină principii etice ca o consecință a acelei descoperiri umane de a cataloga vreo acțiune ca fiind benefică sau dăunătoare pentru sine sau pentru rasa sa. Aceste afirmații îi ghidează comportamentul, percepția  asupra realității și gândirea.
Pe de altă parte, Stephen R. Covey definește principiile drept ghidaje și drept legi naturale care nu pot fi încălcate. Așa cum observa Cecil B. DeMille cu privire la principiile cuprinse în filmul său „Cele Zece Porunci”: „Noi nu putem încălca legea. Noi nu putem decât să ne încălcăm pe noi inșine, și asta împotriva legii ". Astfel, acea „realitate obiectivă”,care este teritoriul ființei umane, este compusă din principii (faruri) care ghidează dezvoltarea și fericirea umană. Ele în sine, sunt legi naturale înrădăcinate în structura tuturor societăților civilizate de-a lungul istoriei și a tuturor acelor instituții care au durat. Unele dintre aceste principii sunt rectitudinea, integritatea, onestitatea (aceste două ultime constituie fundamentul conceptului încredere), demnitatea umană, ideea de a face servicii sau ideea de a contribui cu ceva, propriul potențial, printre altele. Astfel de principii reprezintă adevăruri profunde, de aplicație universală. Ele sunt aplicabile indivizilor, familiilor, matrimoniilor și organizațiilor de tot felul. Adică, ele sunt adevărate ghidaje pentru comportamentul uman, care au dovedit a avea o valoare durabilă și permanentă. Pentru a le întelege valoarea, este îndeajuns să luăm în considerare ideea trăirii unei vieți bazate pe contrariile lor, așa cum ar fi reaua-credință, înșelătoria, josnicia, inutilitatea, mediocritatea, printre altele.

### Principii etice și economia
Amartya Sen, prin intermediul diferitelor sale publicații, a luat o poziție critică față de actuala economie și față de conceptul tradițional de bunăstare, care dictează că obiectivul economic este acela de a maximiza utilitățile într-un mod exclusiv rațional; fără îndoială, ființa umană nu se comportă așa, ea având o proprie balanță și un mod propriu de luare de decizii în condiții de plenă libertate care îi permit să urmeze o serie de principii etice pentru a-și găsi propria bunăstare, fără a o afecta pe a celuilalt. Unele dintre aceste principii sunt libertatea, autonomia, justiția și dialogul.

### Principiul libertății
Autorul mexican Antonio Caso, în lucrarea sa Persoana umană și Statul totalitar, propune ca libertatea să fie considerată ca un principiu etic, care este și ar trebui să fie o calitate inalienabilă a ființei umane. Recunoașterea capacității indivizilor de a proiecta și de a trăi prin intermediul propriilor lor valori, ceea ce ne face a fi persoane umane spre deosebire de alte ființe vii, cum ar fi animalele.
Existând 3 libertăți fundamentale pentru creșterea persoanei umane: libertatea de asociere politică, libertatea conștiinței și libertatea de licită însușire de bunuri; care formează împreună „punctele forte ale societății și/sau ale vieții civile”.
Fiind principiul libertății un fundament etic, fiind mijlocul pentru cultivarea ființelor umane.

### Principiul onestității.
Socrate menționa că onestitatea este un principiu care are o relație strânsă cu principiile adevărului, dreptății și integrității morale. O persoană onestă este aceea care încearcă întotdeauna să pună pe primul loc adevărul, în gândurile, în expresiile și în acțiunile sale. Acest principiu nu devine licit dacă ești sincer doar unul cu celălalt, ci doar dacă ești sincer și cu tine însuți, iar pentru aceasta este necesar ca persoana să obțină un semnificativ grad de auto-conștiență, aflat acesta în deplină concordanță cu proprile-i sale gânduri, fiind necesar să fim sinceri chiar și atunci când nu ne vede nimeni.